# شيندازيونث
شيندازيونث (باللاتينية: Chintasvintus، بالإسبانية: Chindasvinto، ولِدَ حوالي عام 563م - توفي في 30 سبتمبر عام 653م) هو ملك القوط الغربيين وحاكم هسبانيا من عام 642م حتى وفاته عام 653م. خلِفَ شيندازيونث الملك تولغا على عرش المملكة بعدما أطاح بالأخير عن سدة الحكم بانقلاب. وانتخبه النبلاء وعيَّنه الأساقفة ملكاً يوم الثلاثين من أبريل عام 642م.

## سيرته
كان شيندازيونث من المقاتلين الذين شاركوا في الحملات العسكريَّة التي شنَّها ليوفيجيلد والتمردات الدينيَّة التي وقعت على أثر الاعتناق الإجباري الذي فُرض على أتباع الآريوسيَّة وهذا على الرغم من عمره الكبير نسبياً (حيث كان عمره 79). وكانت شخصيته المتسمة بطغيانها وقسوتها أن جعلت رجال الدين والنبلاء يخضعون لهً خشيةً من مغبة الإعدام أو النفي. عمل شيندازيونث على تعزيز سيطرته عن طريق استباق ثورة مزعومة فخلال فترة قصيرة من الزمن قام بإعدام أكثر من مئتين من القوطيين من أبناء مجموعة من أكثر العائلات نبالة وخمسمئة آخرين من أبناء طبقات النبلاء الدُنيا. كما رتَّب لإقصاء العديد من الخصوم المحتملين وصادر ممتلكاتهم. حدث كل هذا قبل وقوع أي تمرد على أرض الواقع ودون أي تحقيق أو محاكمة أو اعتقاد فعلي بأن التمرد كان على وشك الحدوث.
وافق مجلس طليطلة السابع الذي عُقد بتاريخ 16 أكتوبر عام 646 على موافقة ودعم أفعاله مشددين العقوبات المطبقة على أولئك الذين ثاروا على السيادة ومددها المجلس لتشمل مجموعة من رجال الدين.
استطاع شيندازيونث إحلال درجة من الاستقرار والسلام لم تعهدها المملكة سابقاً بعدما عمل على إخماد جميع أشكال المعارضة. وعملَ على ضمان استمرار إرثه في الحكم فتوَّج ابنه ريكسيسونث ملكاً يشاركهُ العرش يوم العشرين من يناير عام 649، وذلك بعدما حثَّه أسقف سرقسطة براوليو على ذلك. كما وحاول كسابقينه أن يجعل تداول الحكم بالوراثة وليس بالانتخاب. وعليه فقد كان ابنه الحاكم الحقيقي على القوط الغربيين معتيلاً العرش باسم أبيه حتى وفاة شيندازيونث عام 653.
أوردت السجلات الدينيَّة اسم شيندازيونث باعتباره مُحسناً جليلاً للكنيسة، وهذا على الرغم من العنادة التي اُصطبِغت بها سياساته حيث وهب الامتيازات وتبرع بالعديد من الأراضي. كما ويعود الفضل إليه في تحسين العقارات العامة مع البضائع المصادرة من طبقة النبلاء المحرومين، وكذلك من خلال اتباعه أساليب مدروسة في فرض الضرائب. أمَّا من الناحية العسكريَّة فقد شن حملات على المتمردين من البشكنج واللوسيتانيين.
ومن الناحية التشريعيَّة فقد أصدر شيندازيونث العديد من القوانين التي تناولت الشؤون المدنيَّة. وباشر بوضع تفاصيل قانون إقليمي بمساعدة أسقف سرقسطة براوليو. وشمل هذا القانون كلاً من رعايا المملكة من القوطيين ورعاياها من الهسبانيين الرومان. وعُمِّمَت مسودة من هذا القانون المعروف باسم القانون القوطي الغربي خلال السنة الثانية من عهده. وخضع القانون للتنقيح خلال سنوات عهده اللاحقة حتى أكمله ابنه عام 654. وأصبح للقانون في عام 643 أو عام 644 الأسبقية على قانون موجز ألاريك الذي استخدمه السكان الأصليون وقانون ليوفيجيلد الذي استخدمه السكان القوطيون.
وبدأت خلال عهد شيندازيونث القوات الإسلاميَّة وفقاً لما ينقله المؤرخ إدوارد جيبون بشن غارات عسكريَّة على شبه الجزيرة الإيبيريَّة، فمنذ عهد الخليفة عثمان، كانت قد ألحقت أسراب قراصنتهم دماراً على ساحل منطقة الأندلس جنوب إسبانيا. بيد أن ما ينقله المؤرخ جيبون قد يطرح تناقضاً في الحقائق؛ فقد كان الراشدون ما زالوا يحاولون حينها بسط سيطرتهم على منطقة تريبوليتانيا في ليبيا.